# Canton de Sedan-2
Le canton de Sedan-2 est une circonscription électorale française du département des Ardennes, créée par le décret du 21 février 2014 et entrée en vigueur lors des élections départementales de 2015.

## Histoire
Un nouveau découpage territorial des Ardennes entre en vigueur en mars 2015, défini par le décret du 13 février 2014, en application des lois du 17 mai 2013 (loi organique 2013-402 et loi 2013-403). Les conseillers départementaux sont, à compter de ces élections, élus au scrutin majoritaire binominal mixte. Les électeurs de chaque canton élisent au Conseil départemental, nouvelle appellation du Conseil général, deux membres de sexe différent, qui se présentent en binôme de candidats. Les conseillers départementaux sont élus pour six ans au scrutin binominal majoritaire à deux tours, l'accès au second tour nécessitant 12,5 % des inscrits au premier tour. En outre la totalité des conseillers départementaux est renouvelée. Ce nouveau mode de scrutin nécessite un redécoupage des cantons dont le nombre est divisé par deux avec arrondi à l'unité impaire supérieure si ce nombre n'est pas entier impair, assorti de conditions de seuils minimaux. Dans les Ardennes, le nombre de cantons passe ainsi de 37 à 19. Le canton de Sedan-2 fait partie des dix nouveaux cantons du département, les neuf autres cantons portant la dénomination d'un ancien canton, mais avec des limites territoriales différentes.

## Représentation
| Période élective | Période élective | Mandat | Mandat   | Identité          | Nuance | Nuance | Qualité |
| ---------------- | ---------------- | ------ | -------- | ----------------- | ------ | ------ | --- |
| 2015             | 2021             | 2015   | 2021     | Anne Dumay        |        | DVD    | Attachée parlementaire de Jean-Luc Warsmann Première Vice-Présidente du Conseil départemental, conseillère municipale de Sedan depuis 2020 |
| 2015             | 2021             | 2015   | 2021     | Thierry Maljean   |        | LR     | Agriculteur, conseiller municipal de Fleigneux                                                                                             |
| 2021             | 2028             | 2021   | en cours | Anne Premat-Dumay |        | DVD    | Conseillère sortante |
| 2021             | 2028             | 2021   | en cours | Thierry Maljean   |        | LR     | Conseiller sortant |

### Résultats détaillés

#### Élections de mars 2015
À l'issue du 1er tour des élections départementales de 2015, trois binômes sont en ballottage : Anne Dumay et Thierry Maljean (Union de la Droite, 33,38 %), André Godin et Rachèle Avril (DVG, 32 %) et Amandine Blomme et Rémy Zweifel (FN, 30,12 %). Le taux de participation est de 45,27 % (3 635 votants sur 8 029 inscrits) contre 48,72 % au niveau départemental et 50,17 % au niveau national.
Au second tour, Anne Dumay et Thierry Maljean (Union de la Droite) sont élus avec 37,97 % des suffrages exprimés et un taux de participation de 48,07 % (1 418 voix pour 3 858 votants et 8 026 inscrits).

#### Élections de juin 2021
Le premier tour des élections départementales de 2021 est marqué par un très faible taux de participation (33,26 % au niveau national). Dans le canton de Sedan-2, ce taux de participation est de 27,83 % (1 979 votants sur 7 112 inscrits) contre 31,87 % au niveau départemental. À l'issue de ce premier tour, deux binômes sont en ballottage : Anne Dumay et Thierry Maljean (DVD, 46,84 %) et Aurélien Behr et Catherine Frankinet Bidot (Union à gauche, 28,77 %).
Le second tour des élections est marqué une nouvelle fois par une abstention massive équivalente au premier tour. Les taux de participation sont de 34,3 % au niveau national, 32,73 % dans le département et 31,04 % dans le canton de Sedan-2. Anne Dumay et Thierry Maljean (DVD) sont élus avec 64,41 % des suffrages exprimés (1 334 voix pour 2 208 votants et 7 114 inscrits),,.

## Composition
| Nom                           | Code Insee | Intercommunalité     | Superficie (km2) | Population (dernière pop. légale)               | Densité (hab./km2) | Modifier                                    |
| ----------------------------- | ---------- | -------------------- | ---------------- | ----------------------------------------------- | ------------------ | ------------------------------------------- |
| Sedan (bureau centralisateur) | 08409      | CA Ardenne Métropole | 16,28            | Fraction : 5 109 (2022) Commune : 16 727 (2022) | 1 027              | modifier les données · modifier les données |
| La Chapelle                   | 08101      | CA Ardenne Métropole | 7,52             | 163 (2022)                                      | 22                 | modifier les données · modifier les données |
| Fleigneux                     | 08170      | CA Ardenne Métropole | 13,65            | 223 (2022)                                      | 16                 | modifier les données · modifier les données |
| Floing                        | 08174      | CA Ardenne Métropole | 7,43             | 2 277 (2022)                                    | 306                | modifier les données · modifier les données |
| Givonne                       | 08191      | CA Ardenne Métropole | 14,04            | 1 055 (2022)                                    | 75                 | modifier les données · modifier les données |
| Glaire                        | 08194      | CA Ardenne Métropole | 6,46             | 824 (2022)                                      | 128                | modifier les données · modifier les données |
| Illy                          | 08232      | CA Ardenne Métropole | 15,60            | 416 (2022)                                      | 27                 | modifier les données · modifier les données |
| Saint-Menges                  | 08391      | CA Ardenne Métropole | 12,21            | 934 (2022)                                      | 76                 | modifier les données · modifier les données |
| Canton de Sedan-2             | 0815       |                      |                  | 11 001 (2022)                                   |                    | modifier les données                        |

Le canton de Sedan-2 comprend :
1. Sept communes entières,
2. La partie de la commune de Sedan située au nord et à l'est d'une ligne définie par l'axe des voies et limites suivantes : depuis la limite territoriale de la commune de Floing, cours de la Meuse, ligne droite dans le prolongement du boulevard Fabert, boulevard Fabert, cours de la Meuse, ligne droite dans le prolongement de la rue de Metz, rue de Metz, place d'Alsace-Lorraine, place Crussy, place d'Armes, rue Jules-Rousseau, promenoir des Prêtres, rue Chardron, rue Hue-Tanton, boulevard de la Rochette, rue Pillas, ruelle Ricousse, rue Barré-Faillon, rue de la Garenne-au-Fond-de-Givonne, jusqu'à la limite territoriale de la commune d'Illy.

## Démographie
En 2022, le canton comptait 11 001 habitants, en évolution de −3,52 % par rapport à 2016 (Ardennes : −2,97 %, France hors Mayotte : +2,11 %).
| 2013   | 2018   | 2022   |
| ------ | ------ | ------ |
| 12 209 | 10 824 | 11 001 |